# Keszü
Keszü község Baranya vármegyében, a Pécsi járásban. 2024-ben megye 27. legnépesebb települése.

## Fekvése
A község Pécstől 5–7 km-re délre-délnyugatra fekszik. Innen a város déli része, a Kertvárosként ismert lakótelep személygépkocsival néhány perc alatt elérhető. A megyeszékhely közelsége mindig, de különösen a 20. század második felében alapvetően meghatározta Keszü sorsát, fejlődését vagy stagnálását, a lakosság életviszonyait, infrastrukturális ellátottságát, munkahelyét, óvodai, iskolai, kulturális és egészségügyi ellátottságát. Elmondható, hogy Keszü ma Pécsnek nemcsak szorosan vett vonzáskörzetéhez tartozik, hanem szinte részének tekinthető.
Északi és keleti irányból is Pécshez tartozó külterületekkel határos; a további szomszédos települések: délkelet felől Kökény, dél felől Szilvás, Szőke és Regenye, délnyugat felől Gyód, északnyugat felől pedig Pellérd.

### Megközelítése
Közigazgatási határai között áthalad a Pécset Pellérddel összekötő 5816-os út, lakott területe azonban csak az abból dél felé kiágazó 58 101-es számú mellékúton érhető el; főutcája az 58 106-os útszámozást viseli.

## Éghajlata
A nyár mérsékelten forró és száraz, a tél enyhe, a csapadék egész évben kevés. A mediterrán hatások itt erősen érvényesülnek. A körzet a megye legmelegebb területei közé tartozik. Az évi középhőmérséklet megközelíti a 11 °C-ot. Sugárzási adottságai kedvezőek, hőigényes növények termesztésére kiválóan alkalmas. A különlegesen magas hőmérsékleti értékek alakulásában szerepet játszik a Mecsek déli lejtője is. A terület termőképessége Baranya vármegyei viszonylatban magasnak tekinthető.

## Története
A falu határában a legutóbbi jégkorszak óriási állatai tanyáztak, ásatáskor számtalan mamutcsont került itt napvilágra. A mai Keszü területén, már az újkőkor korai szakaszában itt élt lengyeli kultúra leleteit találták meg felszíni szórvány formájában. Egy jellegzetes díszítésű szórványos edény a rézkorban élt Balatoni-csoportból maradt ránk. A rézkor késői szakaszából a Péceli kultúrára jellemzői felszíni kerámiatöredékek ismertek. A bronzkor korai szakaszából a somogyvár–vinkovci kultúra népére vonatkozó emlékek láttak napvilágot felszíni kerámiák formájában. Az ezután következő mészbetétes edények népe is felszíni leleteket hagyott ránk. A rómaiak korából I. Constantinus-érem és Numerianus-érem került elő. 1971-ben útépítéskor késő avar kori temetőt vágtak át. Kiss Attila 5 sír feltárásával hitelesítette a temetőt. 1969-ben földmunkával megbolygatott honfoglalás kori temetőt találtak.
Neve a Kesző, Keszi törzsnévből keletkezett, amely török eredetű, darab, vág jelentésű. A magyar törzsek rendszerében egy törzstöredékre vonatkozhatott. Az oklevelekben a falu Kesiu alakban írva, 1192-ben jelent meg először. A keszüi templom helyén Árpád-kori kápolna állt. Mint jelentős község csak a középkor végén szerepel. Kesu, Kezeu, Kewzew, és Kezw írásmódokkal találjuk a pápai tizedlajstromban. 1400-ban és később is a pécsi püspöké volt. A török időkben is lakott falu volt, a törökök kiűzése után Boszniából délszlávok (baranyai bosnyákok) költöztek ide, akiknek elmagyarosodása már a 18. század végén befejeződött. Templomát a Pécsi Papnevelő Intézet uradalma építtette Szent Anna tiszteletére 1781-ben. Ugyanezen évtől van anyakönyve.

## Idegen elnevezései
Horvátul a településnek három neve van: az átai horvátok által használt Kesuj, a nagykozári horvátok által használt Kesin és a kökényi horvátok által használt Kesa.

## Mai élete
A lakosság lélekszáma az 1980-as évek vége óta növekszik. Ennek oka, hogy az unokák költöznek vissza a községbe, emellett sok városi ember adja el a panellakását és vásárol házat a városkörnyéki községekben. Így a népesség korfája egyre inkább a fiatalok felé tolódik el.

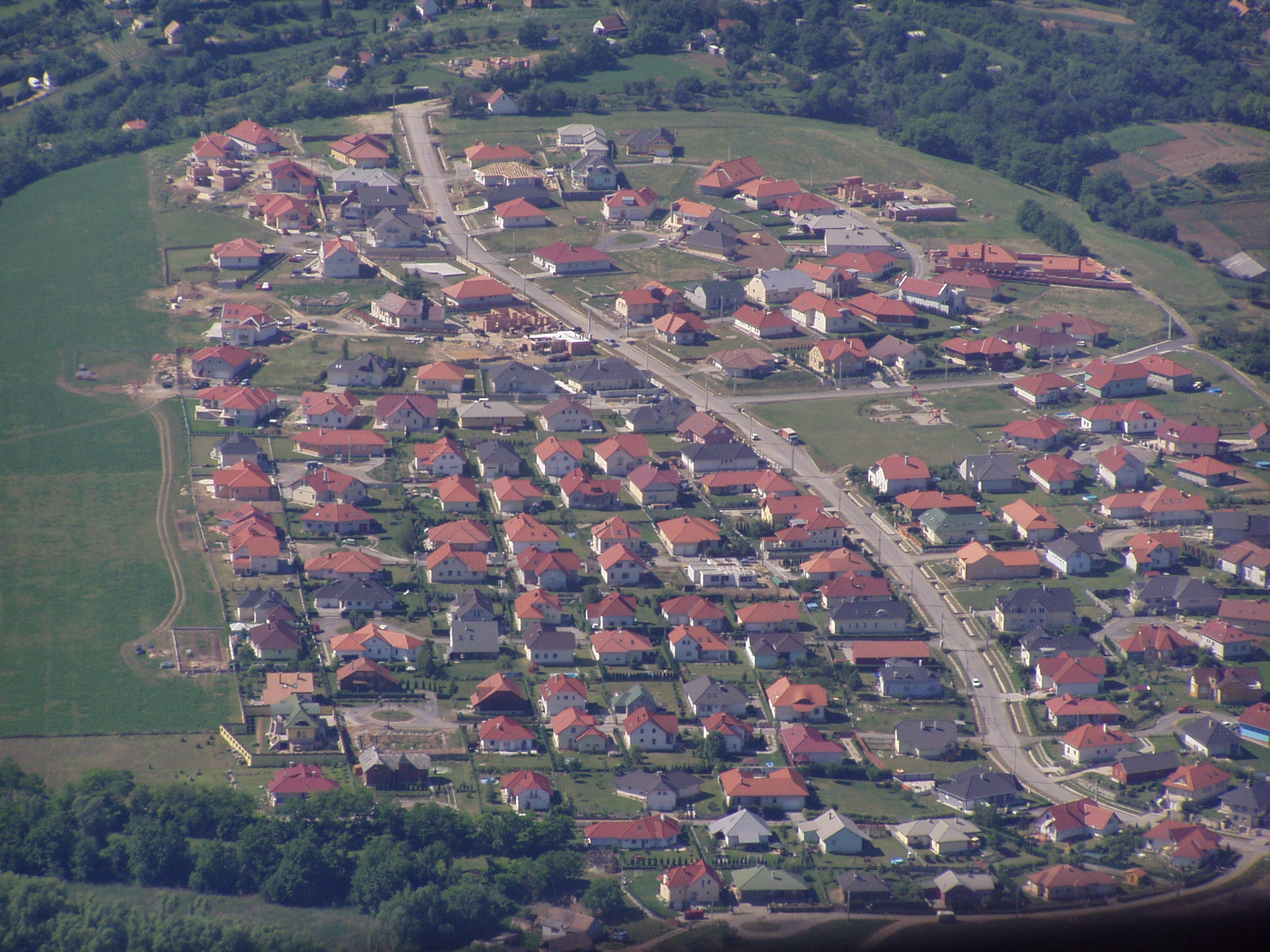
Keszü, Újtelep 2005-ben

Az 1950-es években elkezdődött a faluban a leépülés, a fiatalok Pécsre jártak dolgozni, tanulni. A helyi kisiparosok is egyre inkább a nagyvárosban próbáltak szerencsét. Elköltözésükkel elöregedett és kezdett kihalni a falu. A mezőgazdasági munka becsülete ez idő tájt már közel sem jelentős, volt idő, amikor a városiak csak paradicsomosoknak titulálták a helyieket, mivel rengeteg zöldséget szekereztek a pécsi piacra. A rendszerváltozás után azonban gyökeres változás következett be. Megszüntették a Pellérdhez kötődő társközösségi státust, amely nem volt előnyös Keszü számára. A fejlődésnek egyetlen útja kínálkozott: telkeket értékesíteni, lehetőséget biztosítani a városból való kiköltözésre. Az önkormányzat jó érzékkel ismerte fel ezt az igényt. Részarány-tulajdonosoktól felvásárolták a falu és a Malomvölgyi-tó közötti szántókat. A 25 hektáros terület rendezési terve 1994-ben készült el. Az elképzelések szerint a területen kialakított 220 telek egy bordázathoz hasonló, végeiken fordulókkal ellátott, zsákutcás szerkezetre van felfűzve. A területet Cserepes-dűlőnek nevezték el.
1993-tól a községben Gyóddal közös körjegyzőség működött, mely a körjegyzőségek megszűnésével és Kökény község csatlakozásával Keszüi Közös Önkormányzati Hivatal néven működött tovább 2024. december 31-ig. 2002 óta roma és német önkormányzat működik, előbbi 2024. szeptember 30-án megszűnt. A 3 fős testület rendszeresen szervez nemzetiségi programokat, hagyományörző napokat, kirándulásokat.
A faluban a nyugdíjasok megszólítása mindig fontos ügy volt: ennek köszönhetően működik az idősek klubja töretlen sikerrel. 2001-től működik a „Keszüért Egyesület” civil szerveződés, mely összefogja a sport, ifjúsági és közművelődési feladatokat. Keszüben továbbá sportegyesület is aktívan működik, rendszeres foglalkozásokkal, bemutatókkal és közösségi programokkal. 
2013. augusztus 31-én adták át a felújított Faluházat, amely közösségi térként funkcionál. Rendszeres közéleti beszélgetések, sportprogramok, úgynevezett "falugyűléseknek" ad helyet. Az intézmény bérelhető; a nagyterem 50 fő, a kisterem 40 fő befogadására alkalmas, családi rendezvények, konferenciák megtartására is alkalmas, a technikai háttér adott. Az intézmény udvarában kialakításra kerüét egy kemencés udvar is, amely első sorban turisztikai célokat szolgál, de nagyszámban veszik igénybe a lakosok is. A létesítmény ad otthont a Postának is.
A helyi foglalkoztatási lehetőség a kezdetekben alacsony volt. A 2010-es évektől azonban ez megváltozott; nagyobb hangsúlyt fektetnek a közfoglalkoztatásra, ennek köszönhetően a munkanélküliség minimálisra csökkent. A Bölcs Csibe Bölcsőde megépítésével újabb munkahelyek létesültek, a létesítmény azóta is töretlen sikernek örvend, kihasználtásga igen magas, mivel a csendes környezetben található épület önálló konyhával és játszótérrel rendelkezik, amely a környék településeiről egyre több gyermeket fogad.
2001-ben lakosságának 2,1%-a németnek 1%-a horvátnak, 0,6%-a cigánynak, 0,2%-a lengyelnek vallotta magát.

## Közélete

### Polgármesterei
- 1990–1994: Dr. Esküdt Béla (független)[5]
- 1994–1998: Nagy Béla (független)[6]
- 1998–2002: Nagy Béla (független)[7]
- 2002–2006: Antal Tamás (független)[8]
- 2006–2010: Antal Tamás (független)[9]
- 2010–2014: Buday-Sántha Attila (független)[10]
- 2014–2019: Buday-Sántha Attila (független)[11]
- 2019–2024: Buday-Sántha Attila (független)[12]
- 2024– : Molnár Attila József (független)[1]

A lakosságszám növekedésének köszönhetően a testület létszáma is emelkedett. Jelenleg 7 képviselővel működik Keszü Község Önkormányzata. Különféle bizottságok, valamint munkacsoportok működnek, melyek a civil egyesületekkel együttműködve dolgoznak a lakosokért.
1993 decemberében megalakult Keszü-Gyód települések körjegyzősége keszüi székhellyel. 2013-ban a körjegyzőségek eltörlésével és Kökény község csatlakozásával a továbbiakban Közös Hivatal működött. A 2024-es önkormányzati választások során egy majdnem teljesen új testület állt fel új polgármesterrel. Az új testület belső vizsgálatot indított a Közös Hivatalban, amely a társközségek polgármestereiben felháborodást váltott ki. A jegyző nem hivatalos úton tájékoztatta Gyód és Kökény testületei, félrevezetve őket. A "bizalmatlanságnak" köszönhetően a Hivatal majdnem összes munkatársa felállt, mivel az újonnan megválasztott polgármestert szerették volna megbuktatni. 2024 novemberében tárgyalásokat kezdeményezett Keszü polgármestere, mivel a Közös Hivatal megtartását fontosnak tekintette. Ekkora a két társközség elhatározta, hogy Szalántához kívánnak csatlakozni, ennek köszönhetően 2024. november 27-én kiváltak a Keszüi Közös Hivatalból, amely 2024. december 31-én Keszü község Pellérdhez való csatlakozásával megszűnt, hatalmas lakossági felháborodást keltve. Keszüben önálló kirendeltség működik, így a lakosok hátrányt nemigen szenvednek.

## Népesség
A népesség alakulása 1870 óta:
| Év | 1870 | 1890 | 1930 | 1980 | 1990 | 2001 | 2003 | 2005 |
| Fő | 611  | 647  | 527  | 518  | 485  | 771  | 950  | 1205 |

Népesség korosztály szerinti megoszlása (2005. december 31.)
| 0-18 év | 19-59 év | 60- év | Összesen |
| 354 fő  | 737 fő   | 114 fő | 1205 fő  |

| Lakosok száma | 1228 | 1239 | 1248 | 1230 | 1293 | 1365 | 1384 | 1371 |
|               | 2013 | 2014 | 2015 | 2019 | 2021 | 2022 | 2023 | 2024 |

A 2011-es népszámlálás során a lakosok 78,4%-a magyarnak, 5,3% cigánynak, 3,5% horvátnak, 0,3% lengyelnek, 5,8% németnek, 0,2% ukránnak mondta magát (21,1% nem nyilatkozott; a kettős identitások miatt a végösszeg nagyobb lehet 100%-nál). A vallási megoszlás a következő volt: római katolikus 41,5%, református 5,8%, evangélikus 1,1%, görögkatolikus 0,5%, felekezeten kívüli 17,9% (32,4% nem nyilatkozott).
2022-ben a lakosság 93,6%-a vallotta magát magyarnak, 6,1% németnek, 1,3% horvátnak, 1% cigánynak, 0,1-0,1% bolgárnak, szerbnek, lengyelnek, szlováknak és ukránnak, 3,5% egyéb, nem hazai nemzetiségűnek (6,4% nem nyilatkozott; a kettős identitások miatt a végösszeg nagyobb lehet 100%-nál). Vallásuk szerint 30,4% volt római katolikus, 5% református, 0,4% evangélikus, 0,3% görög katolikus, 0,1% ortodox, 2,9% egyéb keresztény, 0,8% egyéb katolikus, 20,1% felekezeten kívüli (40% nem válaszolt).

## Nevezetességei

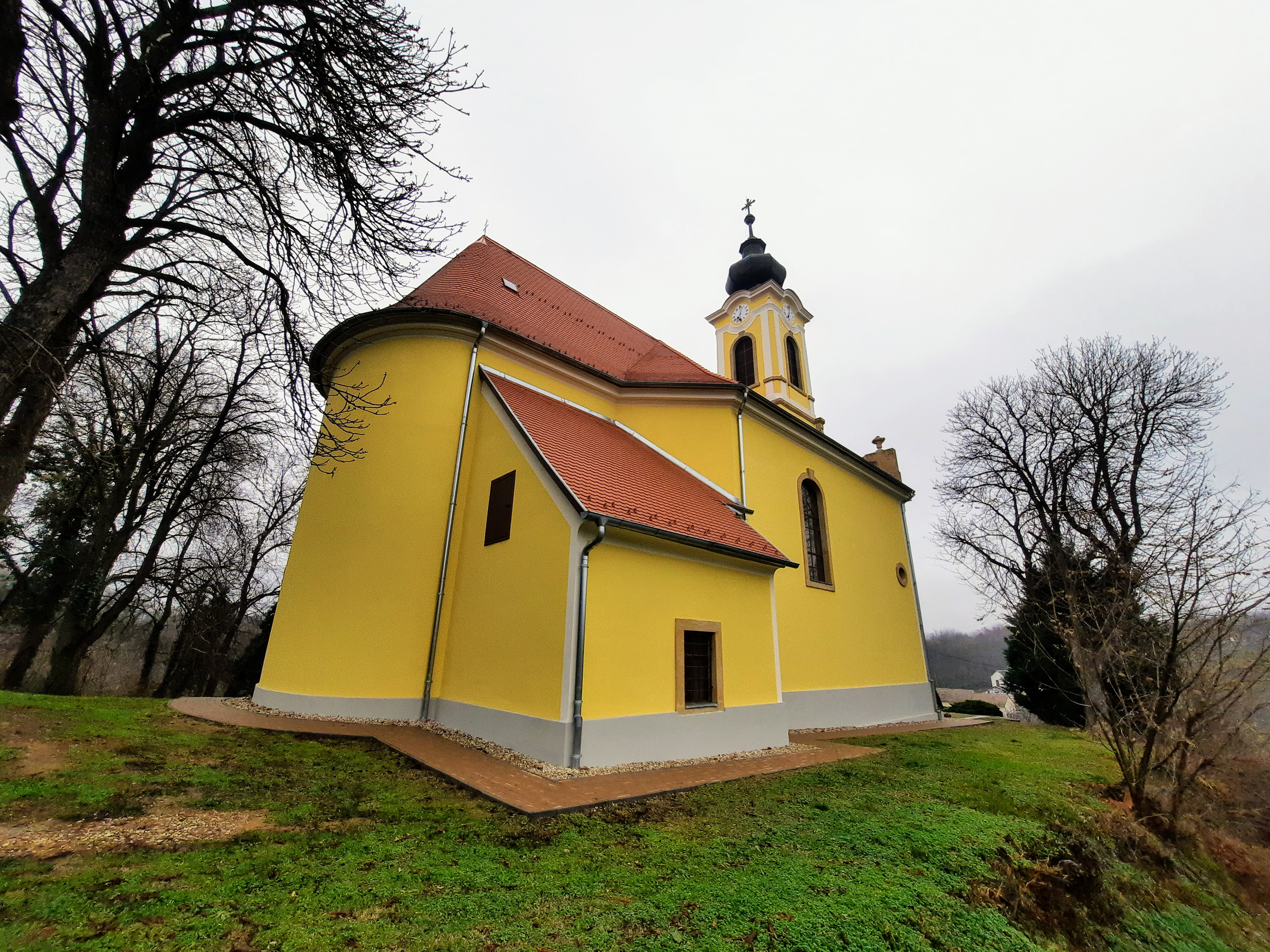
A katolikus templom

A katolikus templom 1781-ben épült, műemléki védelem alatt álló épület. Az előtte látható keresztet 1863-ban emelték, az akkori temető közepére.
1936-ban Novracsics Ferenc működése alatt új belső festést kapott. Az elkészült mű Döbrentei Gábor budapesti festőművész munkája. A külső tatarozást 1960-ban Köves Béla plébános jóvoltából végezték el. Ugyanebben az évben került sor a harangok villamosítására, melyet Lőrincz Sándor és testvérbátyja adományából valósítottak meg. 1980-ban újra tatarozták a templomot, ekkor szerelték be a villanyfűtést is, mely nagyban köszönhető Balgha Pál akkori plébánosnak és a hívek hozzájárulásának. 2000-ben új tetőszerkezet került az épületre. Ebben a hívek adományai mellett nagy szerepe volt a püspökségnek is. A 2006-os évre befejeződött a templomkert felújítása. Ezen terv keretein belül elkészült az épülethez vezető út és a hozzá tartozó park helyreállítása. A program magában foglalta a kereszt felújítását is. Antal Tamás polgármester kezdeményezésére elkészült a templom éjszakai díszkivilágítása is. A 2020-as évek elején elindult a tetőszerkezet és a külső burkolat teljes felújítása, melynek köszönhetően egy méltóbb épület fogadja a hívőket.
A jelenlegi pap dr. Horváth István kanonok. Az egyházközösség sok mindenben segíti munkáját. A hívők hozzájárulásával papi ruhákat, oltárterítőket, az oltár díszítésére virágokat biztosítanak számára és az egyházadóval segítik a kiadásokat, amelyek elég nagy összeget tesznek ki.
Ünnepnapokon és minden vasárnap tartanak szentmisét, melyen az idősebb korosztály mellett egyre növekvő számban vesznek részt a fiatalok.